# Artus de Cossé-Brissac
Artus de Cossé-Brissac, conte di Secondigny detto il maresciallo di Cossé (1512 – Gonnord, 15 febbraio 1582), è stato un militare francese.

## Biografia
Dopo la guerra franco-spagnola in Italia fu nominato (1567) maresciallo di Francia. Affrontò in varie battaglie con esiti alterni gli ugonotti.
Fu imprigionato nel maggio 1574 in quanto sospettato di far parte dei Malcontent, che avevano tentato due colpi di stato per detronizzare re Carlo IX. Fu rilasciato da Enrico III nell'autunno 1575, durante le trattative con il fratello minore, il duca d'Alençon, che era a capo dei ribelli durante la quinta guerra di religione. Venne nominato ambasciatore in Inghilterra nel 1581.